# HNK Orijent 1919
El HNK Orient 1919 es un equipo de fútbol de Croacia que juega en la 2.HNL, la segunda división de fútbol en el país.

## Historia
Fue fundado en el año 1919 en el poblado de Susak al este de Rijeka con el nombre NK Orijent donde la mayoría de pobladores provienen de la ciudad de Fiume, por lo que eran de ascendencia italiana y el nombre del club se debe a que uno de los fundadores del club tenía un barco con ese nombre en New York Harbor, pero asuntos políticos obligaron al club a cambiar de nombre y el club se llamó Jedinstvo, Primorac, Primorje y Budućnost hasta que en 1953 adoptaron su nombre original, convirtiéndose en un equipo popular en la ciudad de Susak, pero que militaba en las ligas inferiores de Yugoslavia y Croacia.
El mayor logro del club fue ganar el título de la región oeste de la Segunda Liga de Yugoslavia en 1969, pero no pudo jugar en la máxima categoría, y también alcanzó los cuartos de final de la Copa de Yugoslavia en dos ocasiones en 1980/81 y 1982/83.
Tras la separación de Yugoslavia y la independencia de Croacia en 1991 iniciaron en la Treca HNL, y en la temporada 1995/96 logra el ascenso a la Prva HNL por primera vez, pero su temporada de debut en la máxima categoría fue también de despedida luego de que terminó en 14.º lugar entre 16 equipos, con lo que descendió de categoría.
Al terminar en la temporada 2013/14 en la Treca HNL se decidió liquidar al club por problemas financieros, pero posteriormente el club es refundado co el nombre HNK Orijent 1919 y juega en la liga regional de Rijeka desde la temporada 2014/15.

## Rivalidades
Su principal rival es el HNK Rijeka, el club más importante de la región con quien disputaron partidos frecuentemente en la década de 1970.

## Palmarés
- Yugoslav Second League (1): 1968–69 (Oeste)
- Liga de la República de Croacia (4): 1967–68 (Oeste), 1983–84 (Oeste), 1984–85 (Oeste), 1985–86 (Oeste)
- First League of Primorje-Gorski Kotar County (1): 2014–15